# Alexander de Schaumbourg-Lippe
Titre
Chef de la Maison de Schaumbourg-Lippe
Depuis le 28 août 2003
(21 ans et 7 mois)
Alexander, prince de Schaumbourg-Lippe (en allemand Ernst August Alexander Christian Viktor Hubert Fürst zu Schaumburg-Lippe), né à Düsseldorf, dans le Land de Rhénanie-du-Nord-Westphalie, en Allemagne, le 25 décembre 1958 est le chef de la Maison princière de Schaumbourg-Lippe depuis le 28 août 2003.

## Biographie
Alexander, né en 1958 à Düsseldorf, est le second des deux fils du prince Philipp Ernst de Schaumbourg-Lippe et de son épouse la baronne Eva Benita von Tiele-Winckler. Après la mort de son frère aîné, Georg Wilhelm, prince héréditaire de la maison de Schaumbourg-Lippe, des suites d'un accident de moto le 31 juillet 1983, Alexander, devient le nouveau prince héréditaire de la maison de Schaumbourg-Lippe.
Alexander succède en qualité de chef de la maison à la mort de son père le 28 août 2003.

### Mariages et enfants

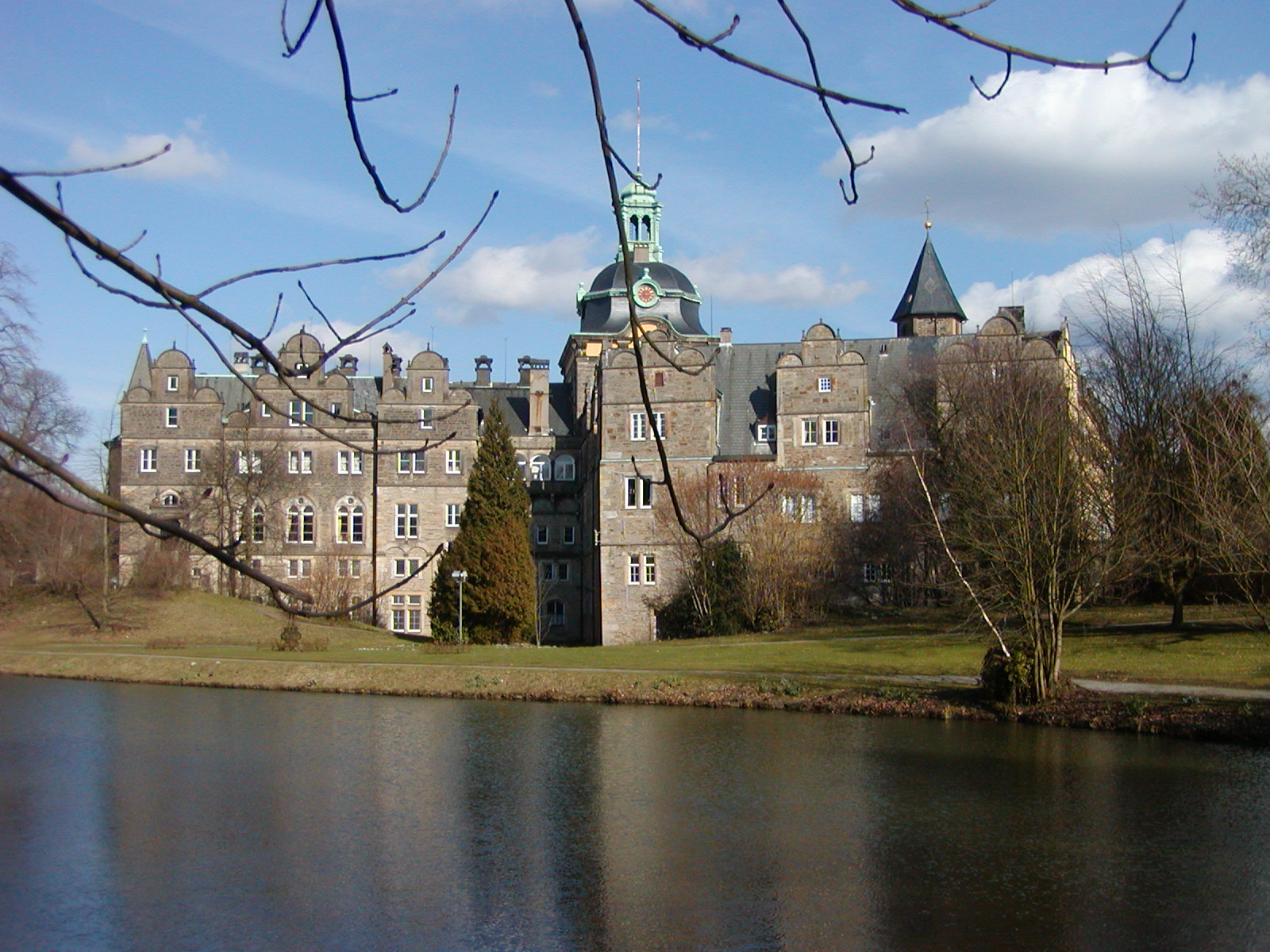
Le château de Bückeburg.

Alexander se marie à trois reprises :
- à Bückeburg, le 27 août 1993 avec Marie Luise, dite Lilly, princesse de Sayn-Wittgenstein-Berleburg (née à Stuttgart le 25 septembre 1972), divorcés en 2002. Ils ont un fils[1] :
  - Heinrich-Donatus de Schaumbourg-Lippe, né à Bückeburg le 13 mai 1994, prince héréditaire de la maison de Schaumbourg-Lippe.
- à Bückeburg, le 28 juin 2007 avec Nadja Anna Zsoeks (née à Munich le 20 février 1975), divorcés en 2018, dont deux filles :
  - Felipa de Schaumbourg-Lippe, née à Munich le 1er décembre 2008 ;
  - Philomena de Schaumbourg-Lippe, née à Munich le 10 juillet 2011.
- à Bückeburg, civilement le 12 septembre 2020, puis religieusement le 9 octobre 2021, avec Mahkameh Navabi, née le 18 mars 1981, pianiste d'origine iranienne[2].

### Activités
Alexander de Schaumbourg-Lippe étudie le droit à l'université de Göttingen jusqu'en 1989. En 1993, il succède à son père en qualité d'administrateur de la Chambre de la Cour princière (Fürstliche Hofkammer) de Bückeburg, où il se voit confier la gestion du patrimoine familial. Les écuries de la cour (Marstall), l'église de la cour et le théâtre sont également préservés. Il possède aussi le château de Schaumbourg, la forteresse de Wilhelmstein (dans le lac Steinhuder Meer, dont la plupart est sa propriété privée), la forêt de Schaumbourg (avec le petit pavillon de chasse baroque de Baum), et un terrain de chasse en Autriche.
Le château de Bückeburg est un musée constamment ouvert aux visiteurs, tandis que le prince vit dans un appartement à l'étage supérieur. Il a également fondé une gastronomie dans le parc du château. Il organise des événements réguliers tels qu'une foire immobilière et un marché de Noël.
D'autre part, il travaille comme mécène pour plusieurs organisations allemandes et germano-israéliennes à but non lucratif. Musicien lui-même, surtout pianiste de préférence jazz, il organise également de nombreux concerts caritatifs avec son épouse la pianiste Mahkameh Navabi.
Au point de vue politique, Alexander de Schaumbourg-Lippe est membre du Parti libéral-démocrate. En 2012, il est membre de la 16e Assemblée fédérale.

## Titulature
- 25 décembre 1958 — 31 juillet 1983 : Son Altesse Sérénissime le prince Alexander de Schaumbourg-Lippe
- 31 juillet 1983 — 28 août 2003 : Son Altesse Sérénissime le prince héréditaire de Schaumbourg-Lippe
- Depuis le 28 août 2003 : Son Altesse Sérénissime le prince de Schaumbourg-Lippe

## Généalogie
|  |                                                 |  |  |  |  |  |  |  |  |  |  |  |  |
|  | 8. Georges de Schaumbourg-Lippe                 |  |  |  |  |  |  |  |  |  |  |  |  |
|  |                                                 |  |  |  |  |  |  |  |  |  |  |  |  |
|  |                                                 |  |  |  |  |  |  |  |  |  |  |  |  |
|  | 4. Wolrad de Schaumbourg-Lippe                  |  |  |  |  |  |  |  |  |  |  |  |  |
|  |                                                 |  |  |  |  |  |  |  |  |  |  |  |  |
|  |                                                 |  |  |  |  |  |  |  |  |  |  |  |  |
|  | 9. Marie-Anne de Saxe-Altenbourg                |  |  |  |  |  |  |  |  |  |  |  |  |
|  |                                                 |  |  |  |  |  |  |  |  |  |  |  |  |
|  |                                                 |  |  |  |  |  |  |  |  |  |  |  |  |
|  | 2. Philipp Ernst de Schaumbourg-Lippe           |  |  |  |  |  |  |  |  |  |  |  |  |
|  |                                                 |  |  |  |  |  |  |  |  |  |  |  |  |
|  |                                                 |  |  |  |  |  |  |  |  |  |  |  |  |
|  | 10. Albrecht de Schaumbourg-Lippe               |  |  |  |  |  |  |  |  |  |  |  |  |
|  |                                                 |  |  |  |  |  |  |  |  |  |  |  |  |
|  |                                                 |  |  |  |  |  |  |  |  |  |  |  |  |
|  | 5. Bathildis de Schaumbourg-Lippe               |  |  |  |  |  |  |  |  |  |  |  |  |
|  |                                                 |  |  |  |  |  |  |  |  |  |  |  |  |
|  |                                                 |  |  |  |  |  |  |  |  |  |  |  |  |
|  | 11. Elsa de Wurtemberg                          |  |  |  |  |  |  |  |  |  |  |  |  |
|  |                                                 |  |  |  |  |  |  |  |  |  |  |  |  |
|  |                                                 |  |  |  |  |  |  |  |  |  |  |  |  |
|  | 1. Alexander de Schaumbourg-Lippe               |  |  |  |  |  |  |  |  |  |  |  |  |
|  |                                                 |  |  |  |  |  |  |  |  |  |  |  |  |
|  |                                                 |  |  |  |  |  |  |  |  |  |  |  |  |
|  | 12. Hans Werner Peter Hubert von Tiele-Winckler |  |  |  |  |  |  |  |  |  |  |  |  |
|  |                                                 |  |  |  |  |  |  |  |  |  |  |  |  |
|  |                                                 |  |  |  |  |  |  |  |  |  |  |  |  |
|  | 6. Hans Werner von Tiele-Winckler               |  |  |  |  |  |  |  |  |  |  |  |  |
|  |                                                 |  |  |  |  |  |  |  |  |  |  |  |  |
|  |                                                 |  |  |  |  |  |  |  |  |  |  |  |  |
|  | 13. Anna Dorothea Ernst von Ernsthausen         |  |  |  |  |  |  |  |  |  |  |  |  |
|  |                                                 |  |  |  |  |  |  |  |  |  |  |  |  |
|  |                                                 |  |  |  |  |  |  |  |  |  |  |  |  |
|  | 3. Eva Benita von Tiele-Winckler                |  |  |  |  |  |  |  |  |  |  |  |  |
|  |                                                 |  |  |  |  |  |  |  |  |  |  |  |  |
|  |                                                 |  |  |  |  |  |  |  |  |  |  |  |  |
|  | 14. Gerd Heinrich von Bassewitz                 |  |  |  |  |  |  |  |  |  |  |  |  |
|  |                                                 |  |  |  |  |  |  |  |  |  |  |  |  |
|  |                                                 |  |  |  |  |  |  |  |  |  |  |  |  |
|  | 7. Elisabeth von Bassewitz                      |  |  |  |  |  |  |  |  |  |  |  |  |
|  |                                                 |  |  |  |  |  |  |  |  |  |  |  |  |
|  |                                                 |  |  |  |  |  |  |  |  |  |  |  |  |
|  | 15. Viktoria von Beaulieu-Marconnay             |  |  |  |  |  |  |  |  |  |  |  |  |
|  |                                                 |  |  |  |  |  |  |  |  |  |  |  |  |
|  |                                                 |  |  |  |  |  |  |  |  |  |  |  |  |